# チャッツワース・ハウス
チャッツワース・ハウス (英: Chatsworth House)は、イギリス・イングランド・ダービーシャー・デイルにあるデヴォンシャー公爵キャヴェンディッシュ家のカントリー・ハウスである。16世紀に建設されたが、現在のバロック様式の館に改築されたのは17世紀末のことである。
チャッツワースはベイクウェルの東6.5kmの位置にある。

## 歴史
「ハードウィックのベス」(Bess of Hardwick) ことエリザベス・ハードウィック(1528-1608)とその2番目の夫ウィリアム・キャヴェンディッシュ(1505-1557)が1552年頃に建設を開始した。1560年代に完成した。
1568年にベスの3番目の夫である第6代シュルーズベリー伯ジョージ・タルボットにイングランドで軟禁生活を送っていたスコットランド女王メアリーの身柄が預けられたことから、メアリーもチャッツワースを訪れている。
初代デヴォンシャー公爵ウィリアム・キャヴェンディッシュ(1640-1707)の代の1686年から1707年にかけて、建築家ウィリアム・トールマンによって大規模に改築されてバロック様式の館に生まれ変わった。平面図は中庭を囲んだロの字型となっている。
6代デヴォンシャー公爵ウィリアム・キャヴェンディッシュ(1790-1858)の代の1820年代にも増築が行われた。ヴィクトリア女王は即位前の1832年と即位後の1843年の二度チャッツワースハウスに行幸した。

## 庭園と領地
チャッツワースは広大な庭園で有名である。現在、庭園はダーウェント川沿った105エーカー（約42ヘクタール) で 14 kmにわたって石塀と柵で囲まれている。
館の建設者であるベスとウィリアム・キャヴェンディッシュの息子である初代デヴォンシャー伯爵ウィリアム・キャヴェンディッシュ(1552-1625)は、改築の際に眺望の邪魔だった丘を移動させ、長さ290メートルの運河を掘った。
ホイッグ党の有力政治家だった4代デヴォンシャー公爵ウィリアム・キャヴェンディッシュ(1720-1764)は、川の流れを変えさせ、館から見える村落も他へ移住させた。またそれまでの整形庭園を一掃し、当時流行のランスロット・『ケイパビリティ』・ブラウンが設計した風景式庭園を造った。
19世紀、ジョセフ・パクストンの手によって庭園はきらに変貌を遂げた。ウィリアム・キャヴェンディッシュ (第6代デヴォンシャー公爵)は23歳のパクストンの腕を買い、最高で90メートルの高さまで上がる「帝国噴水」、岩庭、そして1828年から、チャッツワーズで大温室を造った。パクストンの最大の功績は、1851年のロンドン万国博覧会がロンドンのハイド・パークで開催された際の、水晶宮の建設である。

## 岩倉使節団の訪問
明治5年（1872年）から明治6年にかけて欧州を歴訪した岩倉使節団は、シェフィールド市の鋼製品工場見学を終えた後の明治5年9月28日（1872年10月30日）に同市から西10キロの位置にあるチャッツワース・ハウスを訪問した。使節団はホールで記帳した後、館の主である第7代デヴォンシャー公爵ウィリアム・キャヴェンディッシュ(1808-1891)の案内で邸内を見て回り、ティツィアーノや ティントレット、レンブラントやヴァンダイク等の有名な画家の作品をはじめ、美しい装飾が施された部屋、図書室、ビリヤードホール、チャペルなどを見て回った。随行した久米邦武は「我々の回った各部屋の中は周りの壁、天井や床などそれぞれ見事な出来で、繊細な彫刻や美しい彩の装飾画を施したりしてある」「どこもかしこも目を見張るばかりである」と館の美しさに感嘆している。その後、酒造とキッチンも見学した一行はダイニングルームで昼食を供されて公爵一家の歓待を受け、会食後にはバスルーム、庭園、温室を見学した。久米は庭園にあるカスケード(階段式の滝)や邸宅前の皇帝噴水について「（西洋では）いろいろと水の不思議な仕掛けを見ることが多い。しかし、まだ、この庭園の滝を超えるようなものは見たことがなかった」「（階段の滝が地底に落ちていく場所から）百数十歩先の屋敷の前の池から数十筋の噴水となって吹き上がっている。この噴出の勢いの強さは、水晶宮の噴水も及ばないほどである」と感嘆している。その後一行は邸宅に戻って公爵に別れの挨拶をし、公爵に見送られながら馬車で次なる訪問先へ向かっていった。

## 現在のチャッツワース・ハウス
チャッツワースハウスはデヴォンシャー公爵の邸宅で、第11代デヴォンシャー公爵アンドリュー・キャヴェンディッシュ(1920-2004)とその夫人デボラ・キャヴェンディッシュ(1920-2014)（「ミットフォード姉妹」参照）により近代化・改革が行われ、観光地化し、また慈善事業として成功させた。
現在チャッツワースハウスとその内部の大半、および周囲の737ヘクタール(1822エーカー)の土地は、1981年に設立された登録慈善団体チャッツワースハウス・トラストに賃貸されている。現在の当主である第12代デヴォンシャー公爵ペレグリン・キャヴェンディッシュ(1944-)夫妻はチャッツワースに居住するため同慈善団体に家賃を払っている。チャッツワースハウスの入場料はチャッツワーストラストに直接寄付される。今日もチャッツワースハウス・トラストが館の保全に努めている。
チャッツワース・ハウス見学に訪れた人は庭園を散策し、30もの豪華な部屋やヨーロッパ最大級の絵画コレクションを鑑賞することができる。内部の装飾は、すべてバロック様式である。ペインテッド・ハールや数多いステイト・ルームの天井や小壁には、ルイ・ラグエル (Louis Laguerre)やアントニオ・ヴェッリオ(Antonio Verrio) のフレスコ画が描かれている。また多くの家具がウィリアム・ケントのデザインである。

## ギャラリー

### 外観
- チャッツワースハウス西面。パラーディオ様式的な外観で、中央にはペディメントを頂く四柱式神殿を象った造形[3]。両脇は4本のイオニア式ピラスターで装飾される[3]。
- 西面の屋根に刻まれたデヴォンシャー公爵キャヴェンディッシュ家の紋章を象った彫刻
- チャッツワースハウス南面の皇帝噴水
- 南面にはデヴォンシャー公爵キャヴェンディッシュ家の紋章に刻まれるモットーである「Cavendo tutus（用心深く、安全に）」の文字が刻まれている。
- チャッツワースハウス東面
- チャッツワースハウス北面

### ペインティッド・ホール
- ペインティッド・ホール（絵画ホール）の正面階段[3]。
- 同階段
- 同階段の手すり
- ルイ・ラゲール画の天井画[3]。ユーピテルを中心にオリュンポスの神々を描いたもの[3]。
- 暖炉

### グレートステアケース
- 階段の手すり
- セメレーを描いたアントニオ・ヴェッリオ画の天井画
- キーズ・ガブリエル・シバー（英語版）の彫刻
- グレートステアケースに面するドア

### グレートチェンバー
- 天井画は神の集合を描いたアントニオ・ヴェッリオ画。
- 暖炉

### ダイニングルーム
- 銀製のろうそく立て
- 天井
- 暖炉
- 暖炉の横のバッカナリア像
- ダイニングルームに飾られる陶器のタリーン

### ライブラリー
- 18世紀に広い壁面を利用して約2万冊の蔵書を収めるライブラリーに改装された[14]

### チャペル
- チャペルのバルトロマイ像
- キリストを描いたルイ・ラゲール画の壁画
- キリストを描いたルイ・ラゲール画の天井画
- チャペル廊下

### ステートベッドルーム
- ステートベッドルーム。国王など身分の高い客人を迎えるための寝室。ジョージ5世と王妃メアリーが行幸した際に使用された[3]。インテリアはルイ14世様式（英語版）[3]。
- ステートベッド。
- 美術品
- パフュームバーナー
- 暖炉

### オークルーム
- オークルーム
- オークルームの彫像
- オークルームの彫像

### オークステア
- オークステア
- オークステアにかかる肖像画
- オークステアにかかる肖像画

### ミュージックルーム
- ミュージックルーム
- ミュージックルーム
- ミュージックルームにトロンプ・ルイユで描かれたバイオリン

### 彫像ギャラリー
- シャンデリア

### その他邸内
- ウェリントンベッドルーム
- ノーマンビー侯爵・侯爵夫人ベッドルーム
- レスターベッドルーム
- ウェストスケッチギャラリー
- サウススケッチギャラリー

### カスケード
- カスケード
- カスケードの頂上にあるカスケードハウス
- カスケードハウスの中から見たカスケード
- カスケード・ハウスから階段上に水が流れてくる
- カスケードの終着点

### 温室
- 初代公爵温室
- オレンジェリー前の像
- 温室内

### その他庭園
- チャッツワースブリッジ
- 迷路
- ソファ・テーブル・椅子・階段のトピアリー

## ロケ地としての使用
- 2005年、映画プライドと偏見の設定ではペムバリー館のロケに使用された。チャッツワース・ハウスは、ジェーン・オースティンの小説『高慢と偏見』に登場するペムバリー館のモデルであるとされる。
- 2008年、映画ある公爵夫人の生涯のロケに使用された。